# 紀元前89年
紀元前89年（きげんぜん89ねん）は、ローマ暦の年である。

## 他の紀年法
- 干支 : 壬辰
- 日本
  - 崇神天皇9年
  - 皇紀572年
- 中国
  - 前漢 : 征和4年
- 朝鮮
  - 檀紀2245年
- 仏滅紀元 : 456年
- ユダヤ暦 : 3672年 - 3673年

## できごと

### ローマ
- 執政官 - グナエウス・ポンペイウス・ストラボとルキウス・ポルキウス・カト
- 同盟市戦争
  - 3月1日 - ルキウス・ポルキウス・カトがFucine湖の戦いでイタリアの反乱軍に敗れ、カトーも戦死した。
  - グナエウス・ポンペイウス・ストラボ率いるローマ軍は、アスクルムの戦いで、反乱軍を壊滅させた。
- Lex Plautia Papiria法が拡充され、60日以内に申請する全てのイタリア人に市民権を与えることとなった。新しい市民は8つの氏族のいずれかとして記載され、議会の支配を避ける措置がなされた。
- Lex Pompeia法により、ガリア・キサルピナの住民にローマ人と同じ権利が与えられた。
- マルクス・トゥッリウス・キケロがローマ軍を退いた。

### アナトリア
- ポントスのミドリタデス6世がカッパドキアとビテュニアに侵攻し、第一次ミドリタデス戦争が始まった。

## 誕生
- 上官皇后：漢の昭帝の皇后（紀元前37年没）

## 死去
- アウルス・センプロニウス・アセリオ：ローマのプラエトル
- ティトゥス・ディディウス：ローマの執政官
- マルクス・アエミリウス・スカウルス：ローマの執政官